# A Dramatic Turn of Events
Az A Dramatic Turn of Events a Dream Theater amerikai progresszív metal együttes tizenegyedik, 2011. szeptember 13-án kiadott lemeze. Ez az első Dream Theater-album, ahol  nem Mike Portnoy dobol, hanem Mike Mangini. Az első közzétett dal a lemezről az On the Backs of Angels, amit később Grammy-díjra jelöltek a Best Hard Rock/Metal Performance kategóriában.

## Kompozíció
A teljes album 77:05 perc hosszú. Sokan úgy tartják, a cím Mike Portnoy távozására utal, John Petrucci viszont kihangsúlyozta, hogy nem erről van szó, sokkal inkább az album visszatérő, drámai, történelmi fordulatokon alapuló témáiról kapta a nevét. A Metropolis Pt. 2: Scenes from a Memory "Fatal Tragedy" című száma óta itt fordult elő először, hogy Myoung dalt írt egy albumra.
Egy interjúban John Petrucci azt mondta, "az album egy történetet mesél el. Érzelmileg, nem szó szerint". Ugyanezen interjúban James LaBrie az album az előbbiekhez képesti sokkal dallamosabb hangzását hangsúlyozta. Lemezkritikájában Rich Wilson megjegyezte, hogy az album spiritualitása emlékeztető az Images and Words-éra, és a Metropolis Pt. 2: Scenes from a Memory-éra. Thiago Campos brazil zenész szerint az album dalai szerkezetileg is hasonlítanak az Images and Words dalaira.

## Közreműködők
- James LaBrie – ének
- John Petrucci – gitár és háttérvokál
- Jordan Rudess – billentyűs hangszerek
- John Myung – basszusgitár
- Mike Mangini – dobok

## Az album dalai
1. On the Backs of Angels
2. Build Me Up and Break Me Down
3. Lost Not Forgotten
4. This is the Life
5. Bridges in the Sky
6. Outcry
7. Far from Heaven
8. Breaking All Illusions
9. Beneath the Surface

## Listás helyezések
| Lemezeladási lista                            | Legjobb helyezés |
| --------------------------------------------- | ---------------- |
| Ausztrália (ARIA Top 50 Albums)               | 17               |
| Ausztria (Ö3 Austria Top 40)                  | 5                |
| Belgium (Ultratop Flandria)                   | 22               |
| Belgium (Ultratop Vallónia)                   | 15               |
| Dánia (Hitlisten Album Top 40)                | 13               |
| Egyesült Királyság (UK Albums Chart)          | 17               |
| Egyesült Királyság (UK Rock & Metal Albums)   | 1                |
| Finnország (Musiikkituottajat Albumit Top 50) | 1                |
| Franciaország (SNEP Album Top 100)            | 5                |
| Hollandia (Dutch Charts Album Top 100)        | 2                |
| Kanada (Billboard Canadian Albums Chart)      | 9                |
| Lengyelország (ZPAV Album Top 50)             | 3                |
| Magyarország (MAHASZ Top 40 albumlista)       | 6                |
| Németország (Media Control Top 100 Album)     | 3                |
| Norvégia (VG-lista Album Top 40)              | 5                |
| Olaszország (FIMI Album Top 20)               | 3                |
| Portugália (AFP Top 30 Albums)                | 9                |
| Spanyolország (PROMUSICAE Top 100 Álbumes)    | 10               |
| Svájc (Schweizer Hitparade Top 100 Albums)    | 6                |
| Svédország (Sverigetopplistan Top 60 Albums)  | 3                |
| USA Billboard 200                             | 8                |
| USA Digital Albums (Billboard)                | 12               |
| USA Top Rock Albums (Billboard)               | 2                |
| USA Top Hard Rock Albums (Billboard)          | 2                |
| USA Top Tastemaker Albums (Billboard)         | 1                |